# Nikolai von Bismarck
Pour les articles homonymes, voir Bismarck.
Nikolai Leopold Archibald von Bismarck, dit Comte von Bismarck-Schönhausen, né le 29 décembre 1986, est un photographe britannico-allemand.
Il est le descendant du chancelier Otto von Bismarck.

## Biographie

### Enfance et formation
À l'adolescence, Nikolai von Bismarck travaille avec Mario Testino, avant de partir étudier à la Parsons Paris School of Art and Design.

### Carrière
Diplômé, il travaille pour Annie Leibovitz durant deux ans. En 2013, il réalise une exposition autour de l'Éthiopie. En 2019, il publie, avec Kim Jones, directeur artistique de Dior Homme, un livre de photographies intitulé The Dior Session, dans lequel il fait poser de nombreuses personnalités vêtues de costumes Dior. Nikolai von Bismarck travaille en outre régulièrement pour le Financial Times, The Telegraph, Vogue, W, GQ et Harper's Bazaar.